# Александру чел Бун (Јаши)
Александру чел Бун (рум. Alexandru cel Bun) насеље је у Румунији у округу Јаши у општини Владени. Oпштина се налази на надморској висини од 55 m.

## Становништво
Према подацима из 2002. године у насељу је живело 570 становника, од којих су сви румунске националности.